# Queer teorie
Queer teorie (anglicky Queer theory) není jednotná nebo systematicky uspořadaná teorie, jako spíše označení kritických postupů a praktik problematizujících zavedené vztahy mezi pohlavím, genderem a sexuální touhou. Tyto postupy a praktiky přitom nabývají různých forem, patří sem reprezentace stejnopohlavní přitažlivosti v literárních textech, filmech, hudbě; analýzy sociálních a politických mocenských vztahů spojených s genderem; kritiky pohlavně-genderových systémů, ale i kritiky chápání touhy jako způsobu vymanění se ze společností vytvořených kategorií.
Queer teorie se snaží o dekonstrukci binárního řádu, podle kterého je lidstvo rozděleno do dvou vzájemně výlučných genderových identit, maskulinní a femininní, které po sobě musí zákonitě toužit. V duchu poststrukturalismu, který nepokládá identitu za něco stálého a esenciálního, tak queer teorie zpochybňuje, že taková neměnná identita může vůbec existovat. Mezi nejvýznamnější představitele queer teorie patří David Halperin, Eve Kosofsky Sedgwick, Jack Halberstam, José Esteban Muñoz, Judith Butler nebo Teresa de Lauretis.

## Definice pojmu queer
Kdysi byl pojem queer přinejlepším označením pro homosexuálně orientovanou osobu, přinejhorším poté hrubou urážkou. V současné době se však vžilo užívat označení queer odlišně: někdy jako zastřešující termín pro seskupení kulturně a společensky marginalizovaných sexuálních sebeidentifikací, jindy zase k popisu nově se rodícího teoretického modelu ve společenských vědách, který rozvíjí tradiční gay a lesbická studia.
V nejširším slova smyslu označuje pojem queer cokoliv, co je v rozporu s tím, co je považováno za normální a legitimní. Ačkoliv je tedy používán jako synonymum pro gay, lesbické, bisexuální a transgender identity, může být také chápán jako označení kohokoliv, kdo se cítí být marginalizován z důvodu svých sexuálních praktik.

## Historie
Pojem queer poprvé použila Teresa de Lauretis v roce 1990 jako název pro svoji přednášku na Kalifornské univerzitě v Santa Cruz, kde sama vyučovala. Přednáška byla zaměřena na formulaci pojmů, ve kterých může být homosexuální orientace chápána a zobrazována jako forma vzdoru vůči kulturní homogenizaci. Kontext vývoje obsahu slova queer je formován vzájemně provázanými sférami aktivismu a teorie.
V osmdesátých letech 20. století začal být tento termín používaný v americkém a britském aktivistickém kontextu jako označení pro variabilní společenská a kulturní uskupení či komunity v rámci hnutí AIDS či hnutí za práva homosexuálů. Queer hnutí devadesátých let 20. století si zase vytklo za cíl osvobodit sexualitu a navrátit jí subverzivní potenciál. Za náplň současného queer hnutí lze považovat boj proti homofobii, paradoxně obsažené v původně urážlivém obsahu slova. Z naznačeného schématu tedy jasně vyplývá, že slovo queer prošlo sémantickou transformací a stalo se pozitivní identifikací.

## Kritika queer teorie
Queer teorie je často kritizována kvůli svému odmítavému postoji vůči společenským normám a vysoké míře abstrakce. Vysvětlení spočívá z velké části v úzkém propojení queer teorie s postmodernismem, které ze své podstaty víceméně znemožňuje vznik jakékoliv systematické definice či kategorizace, neboť by tím došlo k posílení metanarace, kterou queer teorie kritizuje – příslušnost do společností uměle vykonstruovaných kategorií.
Terčem kritiky je také nejednoznačnost samotného slova queer, jež neodkazuje k žádné konkrétní genderové identitě či sexuální orientaci. David Halperin například tvrdí, že i heterosexuálové mohou používat pojem queer k sebeidentifikaci, což podle mnohých teoretiků okrádá gay a lesbickou komunitu o jejich osobitost.
V neposlední řadě je kritizována také terminologie akademické obce, de facto užívaná jen v odborných publikacích, která neumožňuje rozšíření queer teorie do povědomí široké veřejnosti.